# Скоромко, Екатерина Игоревна
Екатерина Игоревна Скоромко, в девичестве Казакова (родилась 8 августа 1990 в Зеленогорске) — российская регбистка, защитница клуба «ВВА-Подмосковье» и сборной России по регби-7. Чемпионка Универсиады 2013, чемпионка Европы 2013, 2014, 2016 и 2017 годов. Заслуженный мастер спорта России.

## Биография
Ранее занималась лёгкой атлетикой, в регби пришла в 2010 году. Выступала за команду «Красный Яр». Окончила Сибирский федеральный университет.
В сборной России с 2013 года. Участвовала в чемпионате мира 2013 года в Москве, где со сборной России дошла до четвертьфинала (в матче против сборной Англии занесла попытку в свой актив и вывела сборную России в плей-офф). Выиграла со сборной России летнюю Универсиаду и чемпионат Европы 2013 года, через год с российской сборной снова добилась успеха на чемпионате Европы. Третий титул чемпионки Европы завоевала в 2016 году. Играет также в классическом регби-15, в 2016 году завоевала бронзовые медали чемпионата Европы.
Замужем за Александром Скоромко.
Член Зала славы российского регби с 22 декабря 2023 года.